# Stadtplatz Marie
Der Stadtplatz Marie liegt im Winsviertel des Berliner Ortsteils Prenzlauer Berg, Bezirk Pankow und ist der zentrale Begegnungsplatz im Kiez.

## Lage
Der Platz liegt nach Nordost an der Marienburger Straße auf deren Grundstücken 41–46 (fortlaufend). Die Größe des Platzes beträgt 6000 Quadratmeter. Der Stadtplatz Marie ist die einzige große Grünfläche in diesem Gebiet. Um die Grünfläche stehen Parkbänke, ein 1000-m²-Spielplatz, Sportmöglichkeiten auf dem erweiterten Hof der Grundschule an der Marie und ein Obelisk mit sitzender Plastik. Der Platz wird von Initiativen und Vereinen für ihre Angebote genutzt und von den Anwohnern als Naherholung. Durch die errichtete Beleuchtung ist eine Nutzung auch abends oder verlängert im Winter möglich.

## Geschichte

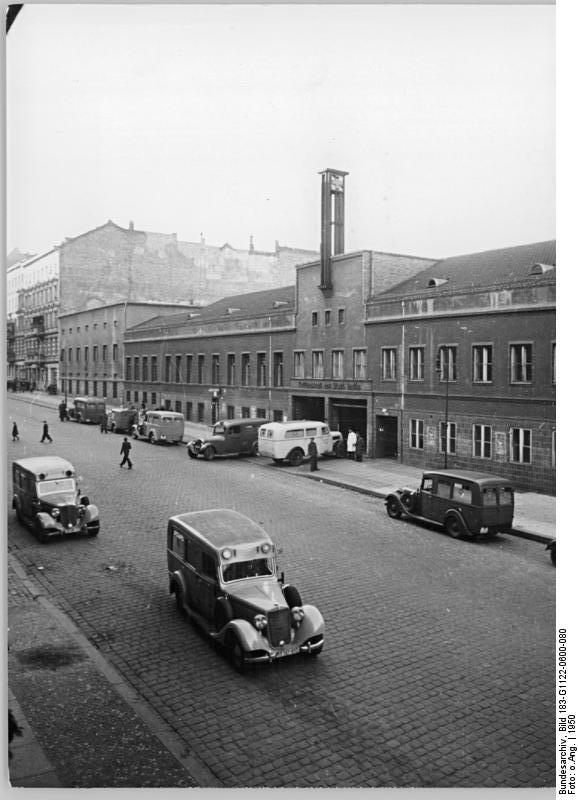
Das Rettungsamt in der Marienburger Straße wurde in den 1990er Jahren abgerissen. Auf der so entstandenen Freifläche befindet sich der Stadtplatz

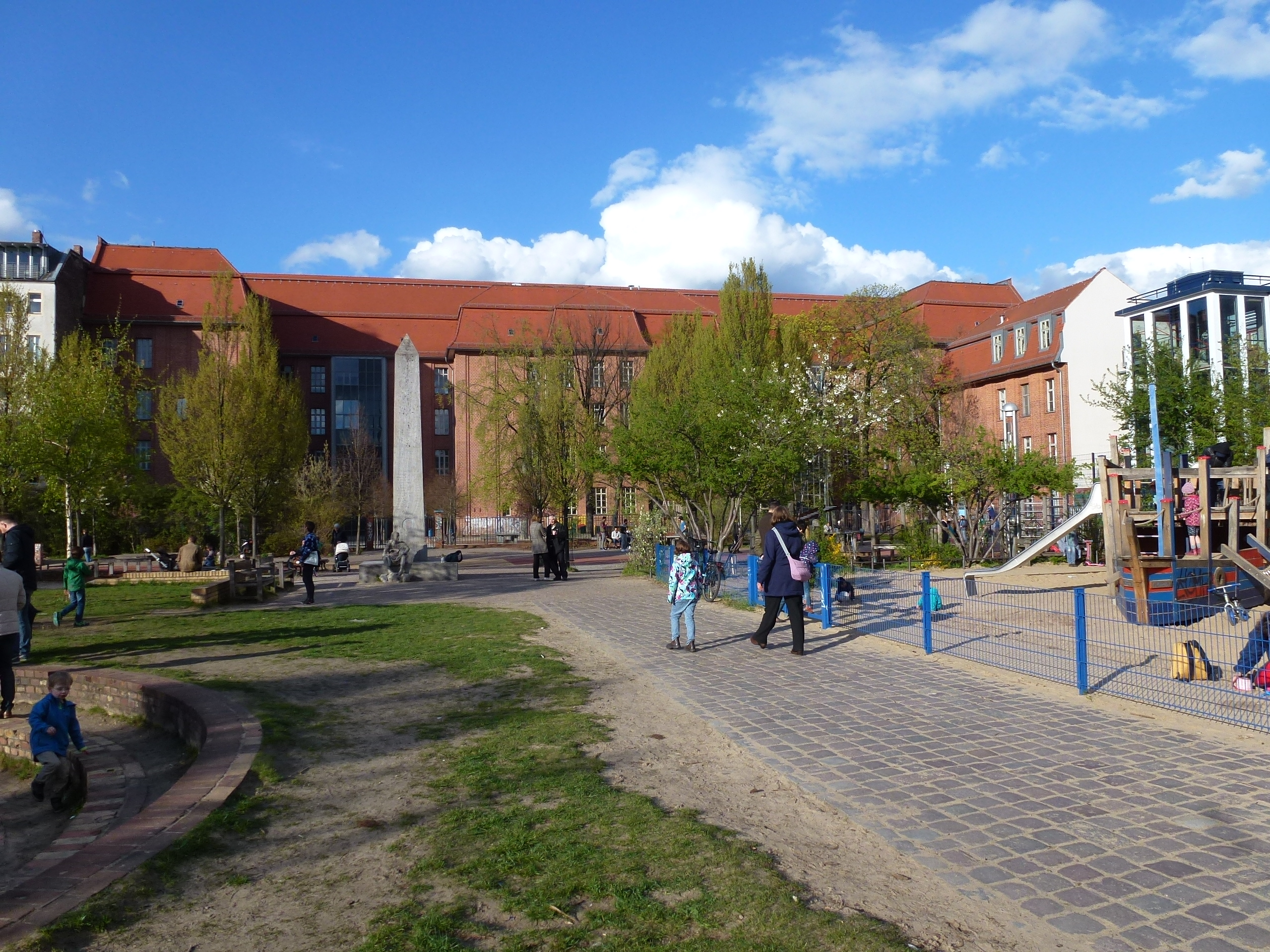
Blick über den Spielplatz 2016

Wie die übrigen Stadtquartiere im Prenzlauer Berg hatte das Wohngebiet entlang der Winsstraße nach dem Hobrecht-Plan seinen zentralen Stadtplatz im Verlauf der Straße 25 (Winsstraße) an der Südseite der Straße 10 (Danziger Straße) bis in Höhe der Straße 29 (Christburger Straße). Noch in der Planung von 1890 liegt Platz G südlich. Mit der Verdichtung der Bebauung (Chodowiecki- und Jablonskistraße) an der Südwestseite der Danziger Straße rückte der Platz G in der Planung an die Nordostseite, in noch freies Gelände westlich der Gasanstalt, vor der – nicht mehr angelegten – Straße 15. Dieser Danziger Platz im Norden war nicht mehr wie bei Hobrecht 1862 dem Wohngebiet zugeordnet, sondern lag durch die breite Danziger Straße vom Siedlungsgebiet getrennt an der "Gewerbefläche" westwärts vom Gaswerk (Depot der Straßenreinigung, das Siechenhaus -später Nordmarkkrankenhaus- und das Obdachlosenheim, Bahnanschluss des Gaswerks). Diese Grünfläche wurde nach 1945 von den Bewohnern des Winsviertels nicht als Stadtplatz angesehen, bestenfalls als Grünfläche am Gaswerk angenommen.
Es war bereits lange Zeit von den Bewohnern ein zentraler und begrünter Platz gefordert worden. Mit dem Abriss der alten Rettungsstelle 1995 in der Marienburger Straße ergab sich die Chance dazu. Es wurden Forderungen der Betroffenenvertretung Sanierungsgebiet Winsstraße in den 1990er Jahren gestellt, diesen Platz für Bürger einzurichten.
Das vom Stadtplatz belegte Grundstück hat seinen Ursprung im Depot der Allgemeinen Berliner Omnibus Act. Ges., anfangs für Pferde- später Kraftomnibusse zu Beginn des 20. Jahrhunderts. Dadurch war die dichte Wohnbebauung, wie im umliegenden Karree, ausgeblieben. Ende der 1930er Jahre wurde das Rettungsamt mit dem Kraftwagenpark auf dem Gelände des Omnibusdepots untergebracht. Dem Platz anschließend zur Christburger Straße 7 liegt die „Grundschule an der Marie“, die um 1907/1908 als 239. und 296. Gemeindeschule der Stadt Berlin erbaut wurde. In den Kriegsjahren wurde die Schule zum Lazarett umgenutzt, das in den Nachkriegsjahren als Behelfskrankenhaus und bis in die 1990er Jahre als Poliklinik Prenzlauer Berg und Filiale des Krankenhauses Prenzlauer Berg betrieben wurde. Das Rettungsamt von (nun) Ost-Berlin gehörte zu diesem Krankenhaus-Komplex.
Zwischen der Grundschule der Christburger Straße und dem Stadtplatz an der Marie steht das alte Lehrerhaus, das 2005 zu einem Freizeithaus mit Kinder- und Jugendbereich ausgebaut wurde („Gartenhaus an der Marie“, Winsstraße 49). „Ein wesentliches Sanierungsziel konnte mit der Schaffung und langfristigen Sicherung des Stadtplatzes an der MARIE erreicht werden. Durch seine zentrale Lage, vielfältige Angebote und den vor allem von Anwohnern und Platznutzern aller Altersgruppen getragenen Planungs- und Entstehungsprozess hat sich der Platz zum Identifikationsort für das Quartier entwickelt.“
Die verbliebene nach Westen reichende Baulücke Prenzlauer Allee 44 wurde 2016 nach mehreren vergeblichen Bemühungen an einen Bauinvestor vergeben, der sozial verträglich dem Anspruch an der Nordwestseite des Platzes an der Marie mit seinem Projekt gerecht werden soll.

## Freundeskreis Marie e.V.
Der Stadtplatz Marie besteht offiziell seit 1999 und wird seit 2009 vom Freundeskreis Marie e. V. verwaltet. Die Flächennutzung in der jetzigen Form ist letztlich auf die Initiative der Anwohner im Jahr 1997 zurückzuführen. Auf dem nach Abriss des bezirklichen Rettungsamtes verbliebenen Brachland wurde der eingeforderte Stadtplatz geschaffen. Zunächst war 1995 für die Abrissfläche planmäßig der Aufbau einer Polizei- und Feuerwache vorgesehen. Nach ersten Verhandlungen wurde 1995 der Vertrag über zehn Jahre „kostenlose Nutzung mit Verlängerungsoption“ zwischen dem Amt für Umwelt und Natur und der Feuerwehr abgeschlossen. Die so erreichte provisorische „Zwischennutzung“ garantierte weitere Aktivitäten bis 2005 durch die Bürgervertretung. Die Gestaltung führte durch Geld- und Sachspenden und die unbezahlte Mitarbeit von Bewohnern und Künstlern aus dem Kiez, mit verschiedenen öffentlicher Förderungen ergänzt, zur Verbesserung des Wohnumfeldes. Nach Verhandlungen mit der Feuerwehr (2005) über das Grundstück konnte die provisorische Zwischennutzung in eine dauerhafte Lösung als Grünfläche und Stadtplatz überführt werden.
Der Freundeskreis Marie e. V. bekam für seine Arbeit 1999 den Gustav-Meyer-Preis des Landes Berlin und gewann 2001 den Wettbewerb „Soziale Stadt 2000“ für vorbildliches und innovatives Engagement. „Die Aktivitäten der KiezgärtnerInnen stehen ebenso wie die Kommunikation zwischen den Anliegern – Schule, Hort, Jugendeinrichtung, Baugruppe – und anderen Nutzern für die Lebendigkeit des Platzes.“